# Churton by Farndon
Churton by Farndon is een civil parish in het bestuurlijke gebied Cheshire West and Chester, in het Engelse graafschap Cheshire met 153 inwoners.